# Veljko Bulajić
Veljko Bulajić (Vilusi, Reino de Yugoslavia, 22 de marzo de 1928-Zagreb, Croacia, 2 de abril de 2024) fue un director de cine y guionista montenegrino.
Ha trabajado la mayor parte de su vida en Croacia y se le conoce principalmente por sus películas de temática partisana ambientadas en la Yugoslavia de la Segunda Guerra Mundial.

## Biografía

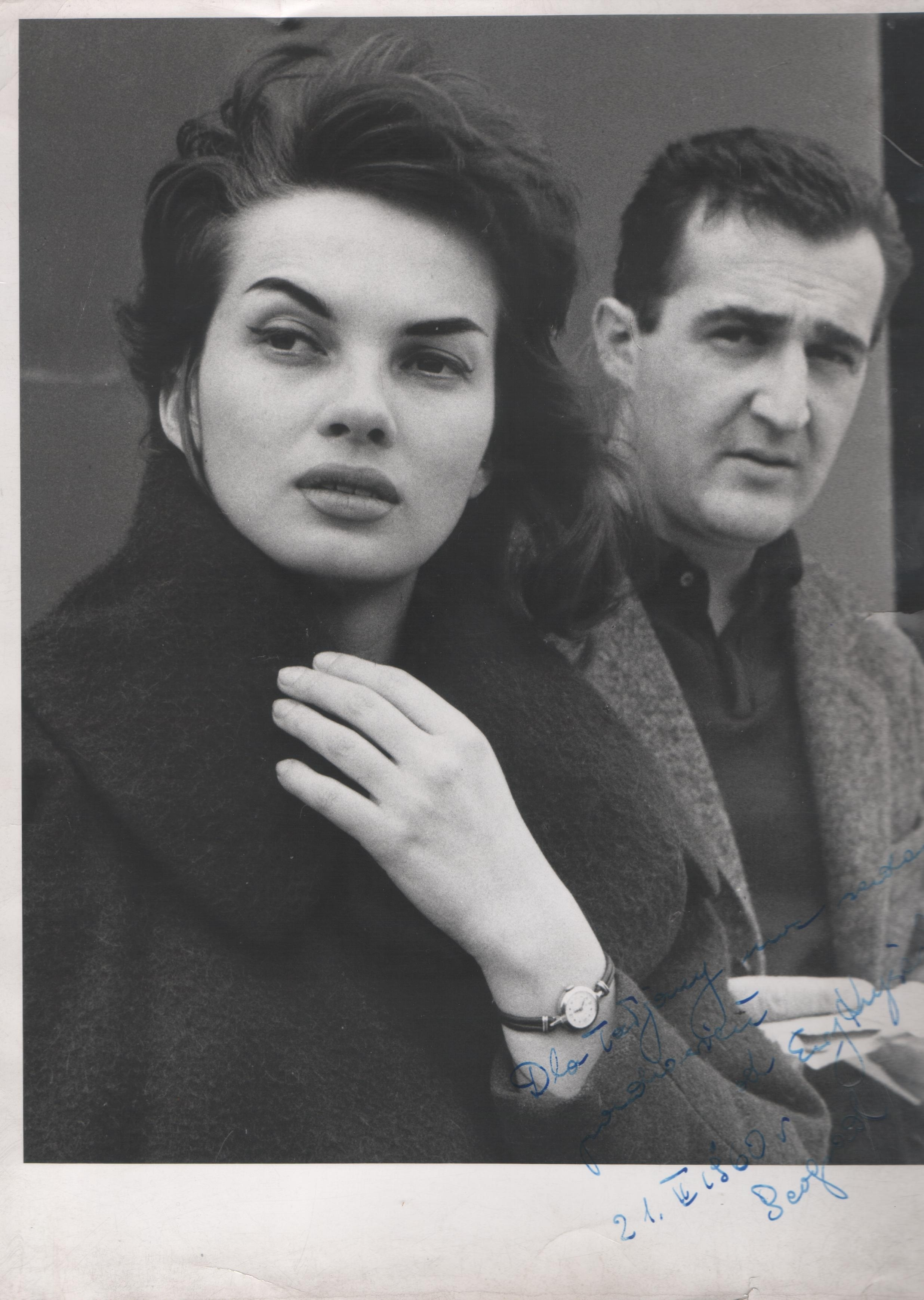
Veljko Bulajić con la actriz Ewa Krzyżewska, durante el rodaje de la película Rat (1960).

Nació en la aldea de Vilusi (municipio de Nikšić) y pasó su infancia y juventud entre Vilusi y Sarajevo, donde terminó la escuela. Tras la guerra, estuvo destinado en la base del Ejército Popular Yugoslavo en Zagreb. Debutó en la primera mitad de la década de 1950 con varios cortometrajes, el más significativo de los cuales fue En la tormenta (U oluji, 1952), con música de  Boris Papandopulo. Después se marchó a Roma, al Centro Experimental de Cinematografía, donde, además de estudiar dirección, entró en contacto con varios jóvenes cineastas italianos como Federico Fellini o Vittorio De Sica, para el que trabajó como ayudante de dirección. De este modo, Bulajić recibió una gran influencia del neorrealismo, que posteriormente trasladó al cine yugoslavo.
En 1959 dirigió su primer largometraje, el drama Vlak bez voznog reda, que se proyectó en el Festival Internacional de Cine de Cannes de aquel año y fue nominada a la Palma de Oro. Al principio de su carrera se dedicó a las películas partisanas y, retrospectivamente, se le considera un "gran maestro del género". Junto con Kozara (1962) y Misión de héroes (Veliki transport, 1983), tuvo un gran impacto en el género la costosísima película La batalla del río Neretva, estrenada en 1969 y protagonizada por Orson Welles, Yul Brynner, Sergei Bondarchuk, Franco Nero, Curd Jürgens, Hardy Krüger y Sylva Koscina. La película fue nominada al Oscar en la categoría de mejor película de habla no inglesa en 1970 y se exportó a 46 países.
En 1963, tras el catastrófico terremoto de Skopje, en Macedonia (más de 3.000 muertos y la ciudad destruida), el mariscal Tito en persona le pone a su disposición todo lo necesario para ir allí a rodar un documental. Skoplje '63, como se tituló, ganó numerosos premios, entre ellos el máximo galardón de la Unesco y un León de Oro Especial en Venecia en 1964.
Posteriormente, dirigió  Atentado: El día que cambió al mundo (Atentat u Sarajevu, 1975), con Christopher Plummer, Florinda Bolkan y Maximilian Schell; Covjek koga treba ubiti (1979), con música de Jože Privšek; Visoki napon (1981), con banda sonora de Miljenko Prohaska; Misión de héroes (Veliki transport, 1983), con Robert Waughan y James Franciscus; Obećana zemlja (1986) y La colección perdida (Donator, 1989). Tras varios años alejado de la gran pantalla, en 2006 volvió con el drama histórico Libertas, ambientado en el siglo XVI, que trata de la vida del poeta Marin Držić. Desde 2014, está trabajando en una película en Croacia titulada Bijeg do mora, protagonizada por el actor Tom Wlaschiha, que interpreta a un soldado alemán perdido tras las líneas enemigas durante la Segunda Guerra Mundial.
Bulajić vive en Croacia, está casado con Vlasta Bulajić y tiene dos hijas.

## Filmografía
- 1953: Oslobodjene snage (corto)
- 1953: Osam godina poslije rata (corto)
- 1953: Kamen i more (corto)
- 1953: Brod lutalica (corto)
- 1953: Briga o ljudima (corto)
- 1954: Poslije deset godina (corto)
- 1959: Vlak bez voznog reda
- 1960: Rat
- 1961: Uzavreli grad
- 1962: Kozara
- 1964: Skoplje '63 (documental)
- 1966: Pogled u zjenicu sunca
- 1969: La batalla del río Neretva (Bitka na Neretvi)
- 1973: Crna Gora (teleserie)
- 1975: Atentado: El día que cambió al mundo (Atentat u Sarajevu)
- 1979: Covjek koga treba ubiti
- 1980: Titovi memoari (documental)
- 1981: Visoki napon
- 1983: Misión de héroes (Veliki transport)
- 1986: Obećana zemlja
- 1989: La colección perdida (Donator)
- 2006: Libertas
- 2015: Mjesto sjecanja: Vukovar

## Reconocimientos y premios
Las películas de Bulajić han sido galardonadas con numerosos premios. Destacan los obtenidos en los festivales internacionales de Moscú, San Sebastián, Nueva Delhi y Valladolid, mientras que la ya mencionada La batalla del río Neretva fue nominada al Oscar. Ha formado parte de los jurados de varios festivales de cine como los de Venecia, Cannes, Berlín y Moscú. Además, Bulajić ha recibido el premio del Comité Internacional para la Difusión de las Artes y las Letras por el Cine (CIDALC) y el prestigioso Premio Kalinga otorgado por la UNESCO.
A continuación se ofrece una pequeña selección:
- 1959: Nominación a la Palma de Oro del Festival de Cannes, por Vlak bez voznog reda;
- 1960: Nominación al León de Oro del Festival de Cine de Venecia, por Rat;
- 1964: Gran Premio San Marco del Festival de Venecia, por Skoplje '63;
- 1976: Mención especial del jurado del Festival Internacional de Cine de San Sebastián, por Atentado: El día que cambió al mundo;
- 1980: Premio al mejor director del Festival de Cine de Sitges, por Covjek koga treba ubiti.[12]